# Temir-Aksak-Khan

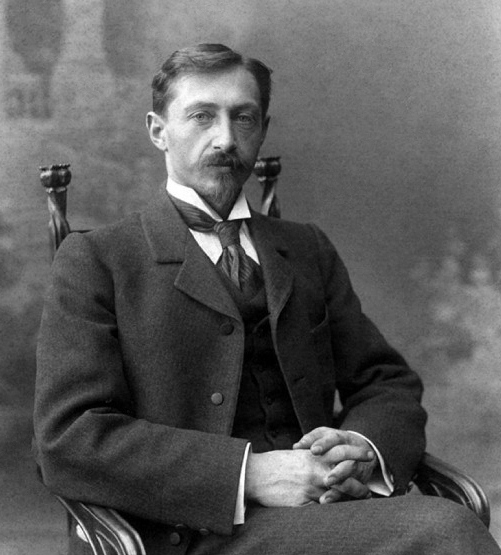
Iwan Bunin im Jahr 1901 auf einem Foto von Maxim Dmitrijew

Temir-Aksak-Khan (russisch Темир-Аксак-Хан) ist eine Kurzgeschichte des russischen Nobelpreisträgers für Literatur Iwan Bunin, die 1921 in Paris entstand und 1922 im Heft 1 des Almanachs Wereteno in Berlin erschien.

## Inhalt
Der Besitzer des Cafés in einem Dorf auf der Krim, ein wohlgenährter Tatare mit einem hübschen Gesicht, hat nur wenige Gäste – einen Hadschi und ein durchreisendes Paar. Die schöne junge Frau in Begleitung des beleibten Herrn mit Mantel und Melone lauscht hingebungsvoll dem Lied eines Bettlers, das da beginnt mit „Aaaa, Temir-Aksak-Khan!“ Die Botschaft des Lieds lautet: Reiche zerfallen, sobald der Herrscher gestorben ist.
Die Dame versteht Tatarisch. Als der Bettler sein Lied – mehr ein hemmungsloses, tieftrauriges Geheul – zelebriert hat, belohnt sie den Sänger mit einem Goldrubel.

## Rezeption
Kasper schreibt 1985, die kleine Erzählung drücke die Hoffnungslosigkeit des Emigranten Iwan Bunin aus. Aus Bunins Tagebucheintragungen der Jahre 1921 und 1922 spreche der Zweifel, ob in Frankreich – fern der verlorenen russischen Heimat – schriftstellerische Weiterarbeit möglich sei.

## Deutschsprachige Ausgaben
Verwendete Ausgabe
- Temir-Aksak-Khan. Deutsch von Ilse Tschörtner. S. 9–13 in: Karlheinz Kasper (Hrsg.): Iwan Bunin: Dunkle Alleen. Erzählungen 1920–1953. 580 Seiten. Aufbau-Verlag, Berlin 1985[3]

## Historische Pendants
1. ↑  Die Krim war eine der letzten Bastionen der Weißen.
2. ↑  Zar Nikolaus II. wurde in der Nacht zum 18. Juli 1918 ermordet.